# Les Enfants des ténèbres
Pour plus de détails, voir Fiche technique et Distribution.
Les Enfants des ténèbres (titre original : Children of the Night) est un film d'horreur américain réalisé par Tony Randel, sorti en 1991.

## Synopsis
Cindy et Lucy sont deux jeunes filles de 18 ans qui s'apprêtent à quitter leur petite ville (Allburg) pour aller à l'université. Pour fêter cela, elles vont accomplir une sorte de rite initiatique de passage à l'âge adulte, qui consiste à aller nager dans la crypte inondée d'une église abandonnée. Pendant qu'elles font ceci, la croix que Lucy porte autour du cou se détache et tombe à l'eau jusqu'à atteindre un corps qui reposait au fond de l'eau, celui du vampire Czakir, ce qui a pour effet de le réveiller…

## Fiche technique
- Titre : Les Enfants des ténèbres
- Titre original : Children of the Night
- Réalisation : Tony Randel
- Scénario : Nicolas Falacci, William Hopkins, Tony Randel, Christopher Webster
- Production : Christopher Webster, Norman Jacobs, Steven Jacobs, Howard Nash, Damon Santostefano
- Musique : Daniel Licht
- Photographie : Richard Michalak
- Montage : Rick Roberts
- Direction artistique : Kim Hix
- Chef-décorateur : Mark Hofeling
- Pays d'origine : États-Unis
- Langue : anglais
- Genre : horreur
- Durée : 92 minutes
- Dates de sortie : 1991  États-Unis

## Distribution
- Karen Black : Karen Thompson
- Peter DeLuise : Mark Gardner
- Ami Dolenz : Lucy Barrett
- David Sawyer : Czakyr
- Garrett Morris : Matty

## Distinctions
- Nomination au Saturn Award du meilleur film d'horreur 1992
- Nomination à l'International Fantasy Film Award du meilleur film au festival Fantasporto 1992